# Warramaba picta
Warramaba picta är en insektsart som beskrevs av Kenneth Hedley Lewis Key 1976. Warramaba picta ingår i släktet Warramaba och familjen Morabidae. Inga underarter finns listade i Catalogue of Life.